# Antoni Tyrakowski
Antoni Tyrakowski (ur. 23 maja 1953 w miejscowości Strzegowa) – polski mechanik i polityk, poseł na Sejm RP I kadencji.

## Życiorys
Ukończył Wydział Budowy i Naprawy Taboru Kolejowego w Technikum Kolejowym w Ostrowie Wielkopolskim. Z zawodu jest mechanikiem taboru kolejowego. W 1991 uzyskał mandat posła na Sejm I kadencji. Został wybrany w okręgu Kalisz z listy NSZZ „Solidarność”. Zasiadał w Komisji Polityki Społecznej, Komisji Rolnictwa i Gospodarki Żywnościowej oraz Komisji Handlu i Usług.